# ケビン・セラフィン
ケビン・セラフィン（Kevin Séraphin、1989年12月7日 - ）は、フランスのプロバスケットボール選手。フランス領ギアナのカイエンヌ出身。ポジションはパワーフォワード、センター。208cm、126kg。

## 経歴
2004年にバスケットボールを始めた。その後フランス本国に航り、ショレ・バスケットのユースチームに入ったセラフィンは2008年、LNBデビューを果たした。2008-09シーズン、フランスリーグ、ユーロチャレンジ、ユーロカップで69試合に平均12.6分出場し、平均4.56得点、3,52リバウンドをあげた。
2010年のNBAドラフト1巡目17位でシカゴ・ブルズに指名されたが、同年7月8日、カーク・ハインリックと共にワシントン・ウィザーズのウラジミール・ヴェレミエンコ（2006年のNBAドラフト2巡48位でウィザーズから指名された）との交渉権とのトレードが成立し、ウィザーズに入団した。
NBAがロックアウト中の2011年9月にはリーガACBのサスキ・バスコニアと契約を結び、ロックアウトが解除された後、ウィザーズに復帰した。
2014年7月18日、ウィザーズと1年間の延長契約を結んだ。
2015年8月4日、ニューヨーク・ニックスと1年280万ドルで契約した。
2016年9月1日、インディアナ・ペイサーズと2年360万ドルで契約したが、2017年7月31日に解雇。8月2日にリーガACBのFCバルセロナ・ラッサとの契約が合意したと報じられた。

## その他
- セラフィンはNBA初のフランス領ギアナ出身の選手である。因みに、2013年のNBAドラフトでサンアントニオ・スパーズから29位で指名されたリビオ・ジャン＝シャルルと、2014年のNBAドラフトでミルウォーキー・バックスから31位で指名されたダミエン・イングリスも同地の出身である。
- 2015年11月15日に行われたニューオーリンズ・ペリカンズ戦で、パリ同時多発テロ事件の追悼のため、後頭部に「PARIS」とピースマークを刈り込んで試合に臨んだ[8]。